# NGC 2013
NGC 2013 est un amas ouvert situé dans la constellation du Cocher. Il a été découvert par l'astronome britannique John Herschel en 1831. 